# (3297) Hong Kong
(3297) Hong Kong és un asteroide que pertany al cinturó d'asteroides, descobert el 26 de novembre de 1978 per l'equip de l'Observatori de la Muntanya Porpra de Nanquín, Xina.
Provisionalment va ser anomenat com a 1978 WN14. Fou anomenat Hong Kong en homenatge a l'illa xinesa de Hong Kong.